# RPK-74輕機槍

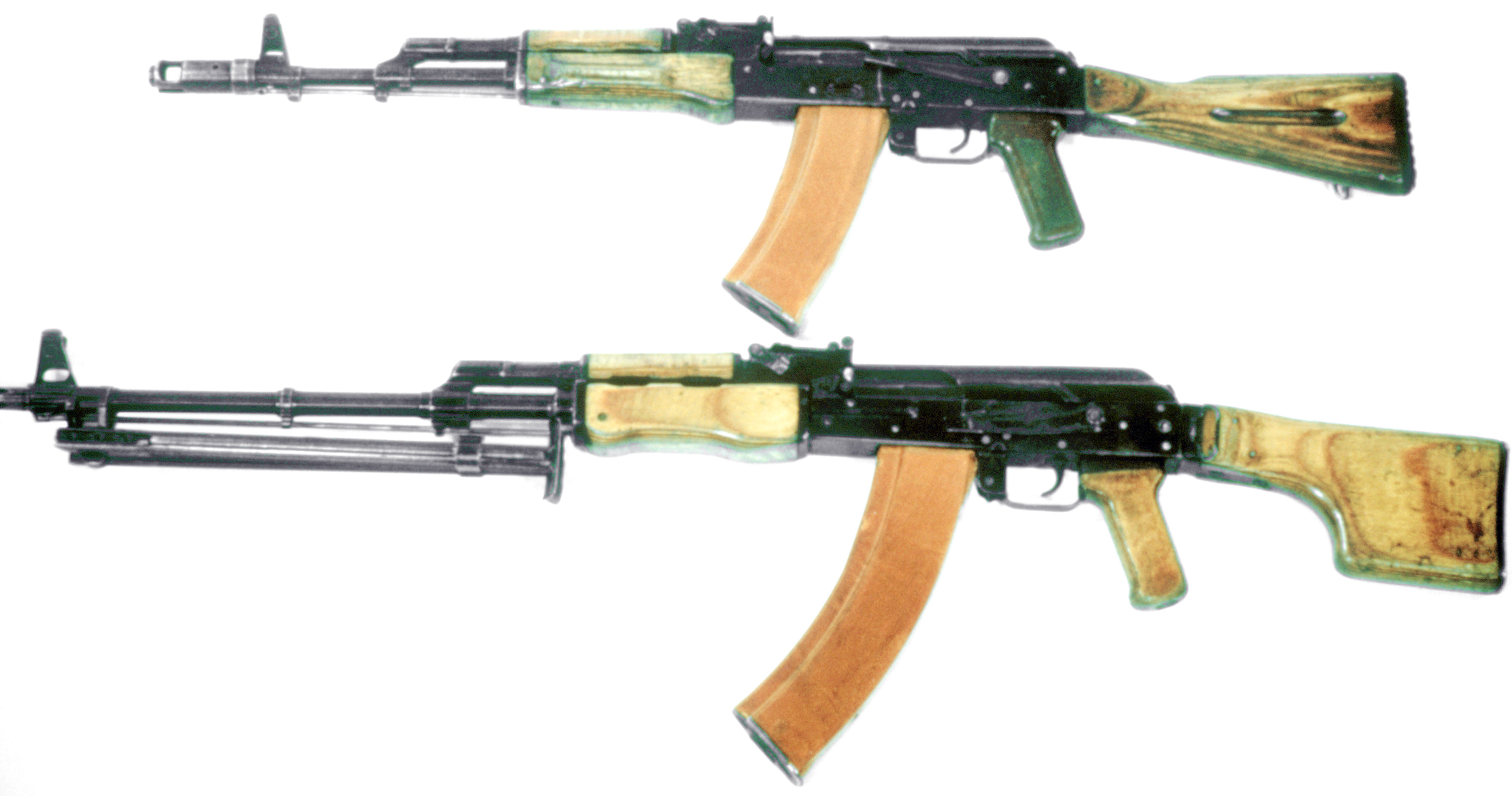
AK-74（上方）與RPK-74（下方）的對比圖

RPK-74是苏联在1974年為蘇軍裝備以AK-74改進而成，用於替換RPK輕機槍，由卡拉什尼科夫設計。

## 設計
RPK-74是AK-74的一種變種槍，它發射5.45×39毫米M74子彈，配有長、重槍管、兩腳架、改進型木製固定槍托（有些是折叠枪托），通用AK-74的30、45發彈匣。但由於槍管固定不能更換，RPK-74不能作長時間壓制射擊，實際上只屬於重槍管自動步槍。

## 歷史
RPK-74是與AK-74一起研發並同時服役的，研製目的是為了滿足蘇軍的火力支援單位，以取代原有的7.62×39毫米口徑的RPK輕機槍。
目前RPK-74仍然在俄軍及多個前蘇聯國家的軍隊中服役，部分華沙條約國家亦曾授權生產RPK-74。

## 型號
- RPKS-74—折叠枪托，裝備傘兵部队
- RPK-74N—装有NSPU夜视瞄准镜
- RPK-74N2—RPK-74N的塑料护木及枪托版本
- RPK-74M—装有塑料护木及塑料折叠枪托的現代化版本
- RPK-201—發射5.56×45毫米北約子彈的出口版本
- RPK-203—發射7.62×39毫米中間型威力槍彈的出口版本
- RPK-16—現代化改進型。
- 88式班用机枪—中华人民共和国仿制版本。

## 使用國

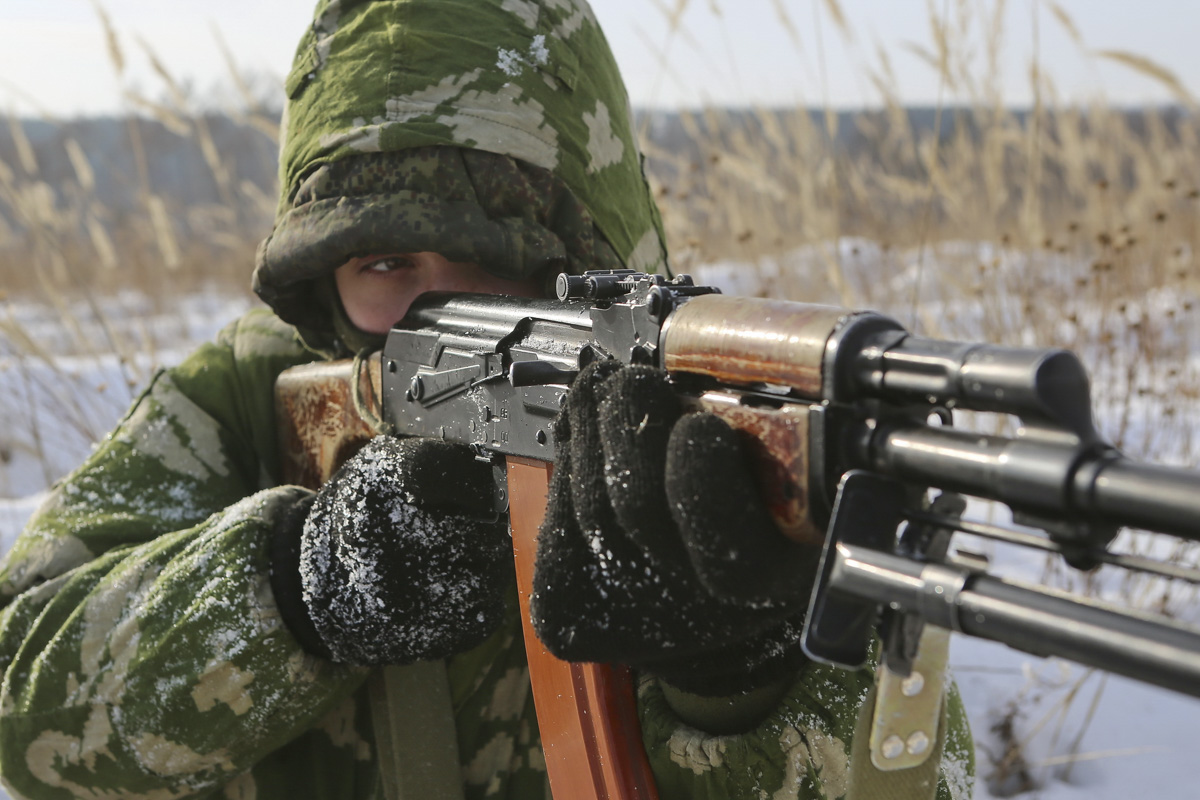
俄軍士兵使用RPK-74

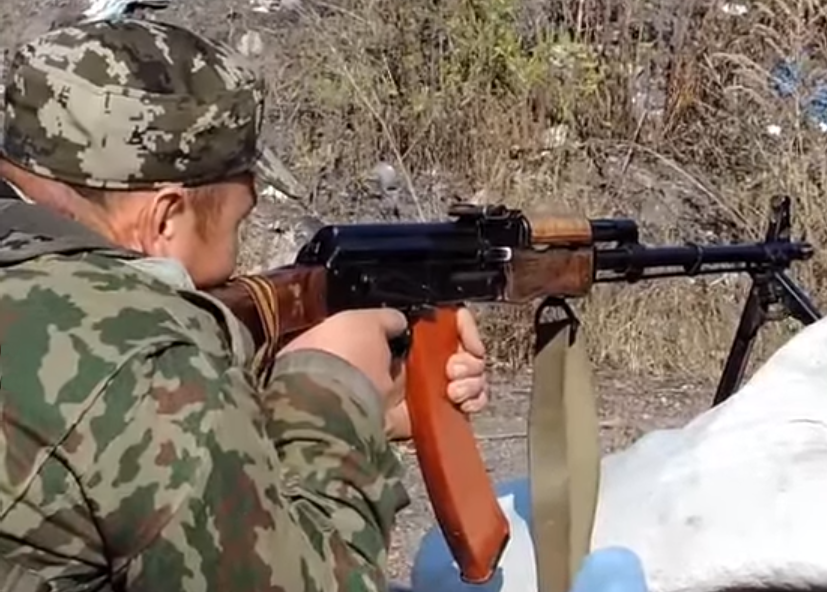
以RPK-74開火的頓涅茨克叛軍

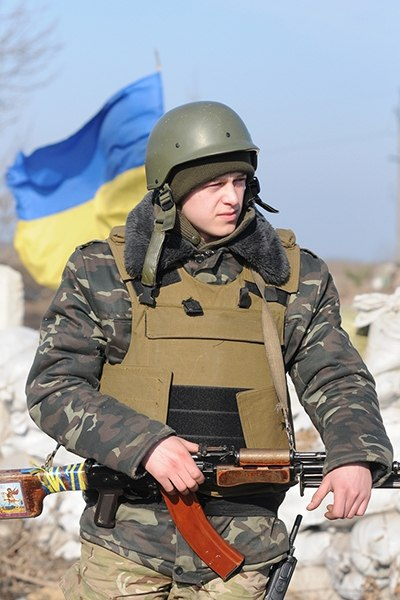
烏克蘭軍士兵裝備的RPK-74

- 亞美尼亞：繼承自前蘇聯時期的RPK-74。
- ：繼承自前蘇聯時期的RPK-74。
- 白俄羅斯：繼承自前蘇聯時期的RPK-74。
- 保加利亚
- 中华人民共和国
  - 中国人民解放军空降兵军：在BMD-3伞兵战车上作为车体前侧机枪使用。
- 賽普勒斯
- 爱沙尼亚：繼承自前蘇聯時期的RPK-74，目前已退役。
- ：繼承自前蘇聯時期的RPK-74。
- ：繼承自前蘇聯時期的RPK-74。
- ：繼承自前蘇聯時期的RPK-74。
- 拉脫維亞：繼承自前蘇聯時期的RPK-74，目前已退役。
- 利比亞
- 立陶宛：繼承自前蘇聯時期的RPK-74，目前已退役。
- 摩尔多瓦：繼承自前蘇聯時期的RPK-74。
- 摩洛哥
- 纳米比亚
- 尼加拉瓜
- 波蘭
- 羅馬尼亞
- 俄羅斯：繼承自前蘇聯時期的RPK-74及獨立後才列裝部隊的RPK-74M。
- ：繼承自前蘇聯時期的RPK-74。
- 德涅斯特河沿岸：繼承自前蘇聯時期的RPK-74。
- ：繼承自前蘇聯時期的RPK-74。
- 乌克兰：繼承自前蘇聯時期的RPK-74。
- ：繼承自前蘇聯時期的RPK-74。

### 前使用國
- 顿涅茨克人民共和国
- 卢甘斯克人民共和国
- 苏联

## 外部連結
- （英文）—Modern Firearms-RPK-74
- （俄文）—weaponplace.ru-RPK-74（页面存档备份，存于）
- （中文）—槍炮世界—RPK-74（页面存档备份，存于）